# Editorial Acribia
Editorial Acribia (del griego: ἀκρίβεια [akríbeia] ‘exactitud’) fue fundada en el año 1957 por Pascual López Lorenzo con el objetivo de publicar libros de alto interés científico y técnico seleccionados entre los más importantes de la bibliografía mundial. Desde entonces ha publicado más de 900 títulos. Su catálogo ofrece obras en los campos de Veterinaria, Zootecnia y otras ciencias agropecuarias, Medicina y Tecnología de los alimentos.